# HFB 2655 ff.
|  | Dieser Artikel wurde aufgrund von akuten inhaltlichen oder formalen Mängeln auf der Qualitätssicherungsseite des Portals Bahn eingetragen. Bitte hilf mit, die Mängel dieses Artikels zu beseitigen, und beteilige dich bitte an der Diskussion. Artikel, die nicht signifikant verbessert werden, können gelöscht werden. |

Die schmalspurigen Dampflokomotiven HFB 2655 ff. der Heeresfeldbahn wurden in den Jahren nach dem Ersten Weltkrieg als größte Dampflokomotiven der HFB in einer Stückzahl von 36 Lokomotiven gebaut. Von den Lokomotiven sind drei Maschinen der Polskie Koleje Państwowe bekannt. Diese Lokomotiven wurden ab 1940 von der Deutschen Reichsbahn übernommen. Nach dem Zweiten Weltkrieg wurde eine Lok wieder von der PKP übernommen und als PKP Tw1-591 bezeichnet. Sie wurde bis 1956 betrieben und dann an die Industrie verkauft. Ab 1987 wird die Lokomotive museal betreut und befindet sich heute im Museum für Fahrzeuge und Bahntechnik in Chabówka.

## Geschichte
Die Lokomotiven entstanden, weil das Leistungspotential der bisher verwendeten Brigadelokomotiven für die Bedürfnisse der militärischen Feldbahnen nicht mehr ausreichte und stärkere Lokomotiven benötigt wurden. Während Orenstein & Koppel fünffach gekuppelte Lokomotiven mit Luttermöller-Achsantrieb anbot, wurde von BMAG eine Lösung mit Gölsdorf-Achsen verwendet. 1918 wurde ein Prototyp gebaut, danach entstanden von dieser Konstruktion insgesamt 36 Lokomotiven.
Bekannt von diesen Lokomotiven sind lediglich drei Lokomotiven, die nach 1919 als Reparationsleistung an Polen geliefert wurden und die Bezeichnungen HFB 2655, 2665 und 2668 getragen hätten. Eingesetzt wurden die Lokomotiven nordwestlich von Warschau auf der Nasielska Kolej Dojazdowa und der Ostrołęcka Kolej Dojajazdowa, sie trugen dort die Bezeichnung PKP Es 451, Es 454 und Es 455. Nach 1940 wurden die drei Lokomotiven bei der Deutschen Reichsbahn als 99 1611, 1615, 1616 geführt.
Nach dem Zweiten Weltkrieg ist lediglich die Es 451 von der PKP wieder übernommen wurden, sie erhielt ab 1947 die Bezeichnung Tw1-591. Der Verbleib der anderen beiden Lokomotiven ist unbekannt. Die verbliebene Lokomotive wurde auf der Schmalspurbahn Rogów–Biała Rawska eingesetzt. Im Jahr 1956 wurde die Lokomotive an die Industrie verkauft. Sie sollte zuerst in einem Steinbruch eingesetzt werden, erwies sich aber für diese Dienste als ungeeignet und wurde deshalb an eine Zuckerfabrik in Leśmierz gegeben, wo sie die Nummer 11 trug. Nach Dienstende dort wurde sie als Heizlokomotive u. a. in Walewice verwendet. Viele Jahre stand die Lok in einem Schuppen in Młynów.
Seit 1987 gehört die Lokomotive als einzige erhaltene Lokomotive ihrer Bauart zum Eisenbahnmuseum Warschau und wurde in Sucha Beskidzka wieder aufgearbeitet. Die Lokomotive wurde vor dem Lokomotivdepot dort als Denkmal aufgestellt und trug dort die unkorrekte Bezeichnung 2665 auf dem Wasserkasten. Im Jahr 2003 wurde die Lok in das Museum für Fahrzeuge und Bahntechnik in Chabówka verlegt und wurde dort vor dem Verwaltungsgebäude des Museums aufgestellt.

## Konstruktion
Die Lokomotiven besaßen Innenrahmen und Gölsdorf-Achsen. Auf dem genieteten Kessel stand ursprünglich seitlich die HFB-Nummer, der Flammrohrkessel hatte eine kupferne Feuerbüchse, die nach dem Zweiten Weltkrieg durch eine stählerne ersetzt wurde. An der Oberseite des Kessels war mittig ein Dampfdom mit zwei federbelasteten Sicherheitsventilen. Vor und hinter dem Dampfdom waren je ein Sandkasten, es wurden die zweite Achse von vorn und die vierte von hinten gesandet. Gespeist wurde der Kessel von zwei Strahlpumpen. Die ursprünglichen Kobelschornsteine wurden später durch Funkenfänger ersetzt.
Die Loks besaßen einen Blechrahmen mit 10 mm Blechstärke. In ihm waren die fünf Achsen gelagert, wobei die erste sowie die fünfte Achse einen Seitenverschub von 15 mm besaßen. Das ermöglichte der Lok, einen minimalen Kurvenradius von 20 m zu befahren. Die vierte Achse war die Antriebsachse. Die Loks waren mit einem Zweizylindertriebwerk mit Kolbenschieber ausgerüstet. Die Dampfmaschine wurde ursprünglich durch einen Öler geschmiert, später wurde eine Fettpresse von Friedmann verwendet. Sie besaßen die Heusinger-Steuerung.
Die Lokomotiven waren mit einer Wurfhebelbremse ausgestattet, die auf die zweite, dritte und vierte Achse wirkte.